# ديفيد هوبسون
ديفيد هوبسون (بالإنجليزية: David Hobson)‏ هو مغني أوبرا وملحن أسترالي، ولد في 18 نوفمبر 1960.

## وصلات خارجية
- ديفيد هوبسون على موقع IMDb (الإنجليزية)
- ديفيد هوبسون على موقع ميوزك برينز (الإنجليزية)
- ديفيد هوبسون على موقع ديسكوغز (الإنجليزية)
- ديفيد هوبسون على موقع قاعدة بيانات الفيلم (الإنجليزية)